# Leptogenys navua
Leptogenys navua é uma espécie de formiga do gênero Leptogenys, pertencente à subfamília Ponerinae.